# Kuźnica (województwo opolskie)
Kuźnica (dawn. Kuźnica-Lampowizna) – kolonia w Polsce położona w województwie opolskim, w powiecie oleskim, w gminie Rudniki.
W latach 1975–1998 miejscowość położona była w województwie częstochowskim.

## Nazwa
W alfabetycznym spisie miejscowości na terenie Śląska wydanym w 1830 roku we Wrocławiu przez Johanna Knie kolonia występuje pod obecnie używaną, polską nazwą Kuźnica oraz niemiecką Schumm. Spis wymienia również leżące obok wsi zabudowania: Dreihauser w języku polskim Trzi Chałupy.

## Historia
W rejonie wsi od średniowiecza wydobywano rudę darniową. Ostatnia odkrywkowa kopalnia zamknięta została w 1937 roku.